# Janet Evanovich
Janet Evanovich (Janet Schneider; 22 de abril de 1943) es una escritora estadounidense. Inició su carrera escribiendo relatos románticos cortos bajo el nombre artístico de Steffie Hall, pero obtuvo reconocimiento al escribir la serie de libros de Stephanie Plum, una mujer normal de Trenton, Nueva Jersey, que se convierte en una cazarrecompensas. Las novelas de esta serie han estado en las listas de superventas de The New York Times, USA Today, The Wall Street Journal y Amazon. Evanovich Tiene más de doscientos millones de libros impresos en todo el mundo y su obra ha sido traducida a más de 40 idiomas.